# Cydosia histrio
Cydosia histrio är en fjärilsart som beskrevs av Fabricius 1781. Cydosia histrio ingår i släktet Cydosia och familjen nattflyn. Inga underarter finns listade i Catalogue of Life.